# Anigraea mediopunctata
Anigraea mediopunctata là một loài bướm đêm trong họ Noctuidae.